# Honda NC 700 X

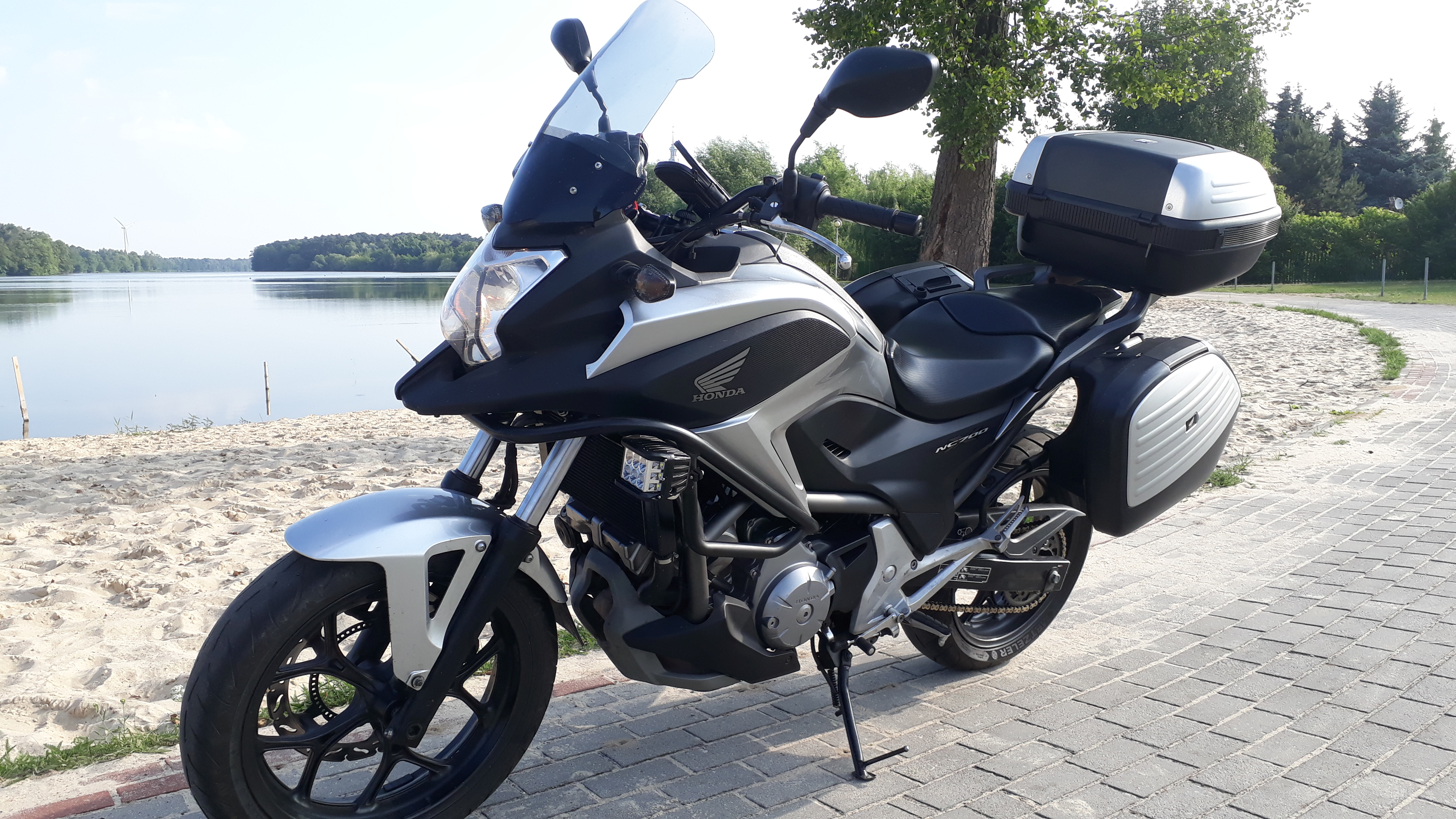
Honda NC700X z oryginalnym zestawem kufrów

Honda NC 700 X – japoński motocykl typu turystyczne enduro produkowany przez firmę Honda od 2012 roku.

## Dane techniczne i osiągi
Silnik: R2
Pojemność silnika: 670 cm³
Moc maksymalna: 48 KM/6250 obr./min
Maksymalny moment obrotowy: 60 Nm/4750 obr./min
Prędkość maksymalna: 190 km/h
Przyspieszenie 0-100 km/h: 5,5 s